# Glomeris ibizana
Glomeris ibizana är en mångfotingart som beskrevs av Karl Wilhelm Verhoeff 1924. Glomeris ibizana ingår i släktet Glomeris och familjen klotdubbelfotingar. Inga underarter finns listade i Catalogue of Life.